# Волшебник (фильм, 1898)
«Волшебник» (фр. Le magicien) — немой короткометражный фильм Жоржа Мельеса, длящийся. Премьера во Франции состоялась в 1898 году. Премьера в США состоялась в 1903 году.

## Сюжет
Фильм начинается с того, что нас знакомят с первым героем - волшебником. Он колдует, и создаёт рядом с собой стол, затем коробку лежащую на столе, и исчезает, прыгнув на коробку. Из коробки выпрыгивает Пьеро, и из своей детской версии, мгновенно становится старше. Он раздосадовано ходит по комнате, и садится на табуретку. Рядом с ним, появляется стол с вином, тарелкой и десертами. Как только Пьеро хочет сесть за трапезу, стол и табуретка исчезают из под его тела. Вскочив, он видит что стол и табуретка исчезли. Сзади появляется дворянин и трогает его за плечо, после чего они оба пропадают. В комнате появляется персонаж, напоминающий скульптора в тоге. Скульптор стучит по твёрдому, небольшому камню, и камень превращается в статуэтку женского туловища, которое оживает, от чего скульптор удивляется. Женщина хватает скульптора за руки и забирает у него молоток, толкая от себя. Скульптор отходит назад, и туловище превращается в полноценную женскую статую в полный рост. Как только скульптор хочет обнять статую, та перемещается в другую сторону, меняя позу. Когда скульптор хочет обнять статую во второй раз, она снова исчезает в другую сторону, поменяв позу на сидячую. Когда скульптор падает на колени и хочет обнять статую уже в третий раз, она превращается в дым и исчезает, от чего скульптор падает на землю. Как только он встаёт с земли, тот самый дворянин появлявшийся ранее, пинает скульптора в спину, появившись сзади него.

## Герои
- Волшебник
- Пьеро (младшая версия)
- Пьеро (повзрослевшая версия)
- Дворянин
- Скульптор
- Статуя (женщина)